# Cenk Özkacar
Cenk Özkacar (Esmirna, 6 de octubre de 2000) es un futbolista turco que juega de defensa en el F. C. Colonia de la 1. Bundesliga.

## Trayectoria
Özkacar comenzó su carrera deportiva en el Altay S. K., club que abandonó en agosto de 2020 cuando fichó por el Olympique de Lyon. Con el Lyon debutó en un partido de la Copa de Francia frente al A. S. Mónaco.
En julio de 2021 se marchó cedido al OH Leuven de Bélgica, mientras que en agosto de 2022 volvió a salir cedido, en esta ocasión al Valencia C. F. de España. Este lo acabó adquiriendo en propiedad y, tras una segunda campaña en el club, en agosto de 2024 y de 2025 fue cedido al Real Valladolid C. F. y al F. C. Colonia respectivamente.

## Selección nacional
Özkacar fue internacional sub-21 con la selección de fútbol de Turquía, antes de convertirse en internacional absoluto el 7 de junio de 2022 en un partido de la Liga de Naciones de la UEFA 2022-23 donde la selección turca venció por 0-6 a la selección de fútbol de Lituania.

## Clubes
Actualizado a 24 de mayo de 2025.
| Club                           | País          | Año           | Partidos | Goles |
| ------------------------------ | ------------- | ------------- | -------- | ----- |
| Altay S. K.                    | Turquía       | 2018-2020     | 16       | 0     |
| Karacabey Bld. (cedido)        | Turquía       | 2018-2019     | 24       | 1     |
| Olympique de Lyon II           | Francia       | 2020-2021     | 2        | 0     |
| Olympique de Lyon              | Francia       | 2020-2023     | 1        | 0     |
| OH Leuven (cedido)             | Bélgica       | 2021-2022     | 34       | 2     |
| Valencia C. F. (cedido)        | España        | 2022-2023     | 21       | 0     |
| Valencia C. F.                 | España        | 2023-act.     | 25       | 0     |
| Real Valladolid C. F. (cedido) | España        | 2024-2025     | 12       | 0     |
| F. C. Colonia (cedido)         | Alemania      | 2025-act.     |          |       |
| Total carrera                  | Total carrera | Total carrera | 135      | 3     |